# ヴロツワフ経済大学
ヴロツワフ経済大学（英語: Wrocław University of Economics、ポーランド語: Uniwersytet Ekonomiczny we Wrocławiu）は、ヴロツワフに本部を置くポーランドの公立大学。1947年創立、1947年大学設置。
地域経済観光学部のキャンパスはイェレニャ・グラにある。

## 主な出身者
- en:Jerzy Szmajdziński - ポーランド国防相、ポーランド内務・行政相
- en:Leszek Czarnecki - 実業家

座標: 北緯51度5分29秒 東経17度1分30秒 / 北緯51.09139度 東経17.02500度